# 류샤오밍
류샤오밍(중국어: 劉曉明, 류효명, 1956년 1월 ~ )는 광둥성 제양시 출신의 중화인민공화국 외교관이다.

## 생애
2006년부터 2010년까지 조선민주주의인민공화국 주재 중화인민공화국 특명전권대사를 맡았다. 2010년 3월부터 푸잉의 뒤를 이어 영국 주재 중화인민공화국 대사를 맡았으며, 2020년까지 근무하였다. 2021년에는 한반도 사무 특별대표에 임명되었다.

## 약력
- 주이집트 중화인민공화국 대사 (2001~2003)
- 주북한 중화인민공화국 대사 (2006~2010)
- 주영국 중화인민공화국 대사 (2010~2021)
- 중국 외교부 한반도 사무 특별대표